# Carlo Fuscagni
Carlo Fuscagni (Città di Castello, 7 gennaio 1933 – Città di Castello, 28 dicembre 2022) è stato un giornalista italiano.

## Biografia
Laureato in Lettere presso l'Università "La Sapienza" di Roma, fu giornalista professionista dal 1962.

Nel 1960 entra in RAI, dove lavora al telegiornale e poi per il settimanale TV7, poi diventa coordinatore di numerose rubriche culturali, direttore di alcuni varietà, responsabile del settore cinema di Raiuno, coordinatore degli acquisti dei film e telefilm e delle coproduzioni internazionali. Fu sua l'idea di creare il preserale, ovvero una fascia che facesse da traino al telegiornale delle ore 20:00, mandando in onda telefilm di grande successo. Nel 1975 infatti iniziarono le trasmissioni di telefilm come Happy Days e Furia, tra gli altri.

Nel 1979 fu tra i "fondatori" della terza rete Rai diretta allora da Giuseppe Rossini.

Nel 1980 ebbe una breve parentesi a Canale 5, chiamato da Silvio Berlusconi per coordinare il nuovo canale televisivo che da lì a poco sarebbe diventato il principale competitor dei canali RAI. In quel periodo è chiamato a svolgere il ruolo di direttore generale.

Dopo appena poco più di anno (1981) rientra in RAI, chiamato dall'allora Presidente Sergio Zavoli, prima come assistente del direttore di Rai 1, poi come vice direttore di rete (per due anni) e infine, dal 1988 al 1993, direttore della principale rete della TV di Stato, Rai 1.

In questi anni realizza delle produzioni televisive che rimarranno nella storia della televisione, oltre a aver scoperto alcuni tra i personaggi televisivi che anche oggi sono pilastri della TV di Stato. Introdusse le grandi dirette su Rai 1: dal concerto dei Tre Tenori a Caracalla (Carreras, Domingo, Pavarotti), alle sfilate di Moda sotto le stelle a Piazza di Spagna, la Maratona benefica Telethon, la messa in onda della Partita del cuore, tra nazionale di calcio cantanti e altre squadre, sempre per beneficenza, il concerto del Primo Maggio. Tra tutte le produzioni volute da Carlo Fuscagni ricordiamo anche e soprattutto "Tosca nei luoghi e nelle ore di Tosca" il film prodotto e diretto da Andrea Andermann che venne trasmesso "live" da Roma nel luglio 1992 e venne seguito in diretta da 107 Paesi nel mondo, che avevano comprato i diritti di trasmissione. Protagonisti Catherine Malfitano, Placido Domingo, Ruggero Raimondi, regia di Giuseppe Patroni Griffi, fotografia di Vittorio Storaro, con Zubin Mehta sul podio dell'Orchestra Sinfonica della Rai di Roma. Un evento live durato tre giorni in diretta televisiva nei luoghi in cui si svolge la tragedia pucciniana.

Ha anche fatto produrre interamente alla RAI I Promessi Sposi diretti da Salvatore Nocita (1989).

Ha sommato competenze distinte lungo tutta la sua carriera, dimostrando sempre un grande fiuto per ciò che sarebbe stato apprezzato dal pubblico: dall’informazione (come caporedattore del TG) alla creazione di numerose rubriche, inchieste e documentari (come autore televisivo), all’invenzione di numerosi varietà di grande successo, dalla produzione cinematografica (ad esempio Caro Diario di Nanni Moretti), tutte le fiction, le grandi trasmissioni di musica leggera, discomusic e musica lirica.  Oltre a tutta la programmazione televisiva legata ai Mondiali di Italia ’90.

Nel 1993 riceve il Premio Hystrio dedicato al Videoteatro.

In quegli anni ha ricoperto anche il ruolo di Presidente dell’Ente Turismo per la Regione Umbria.

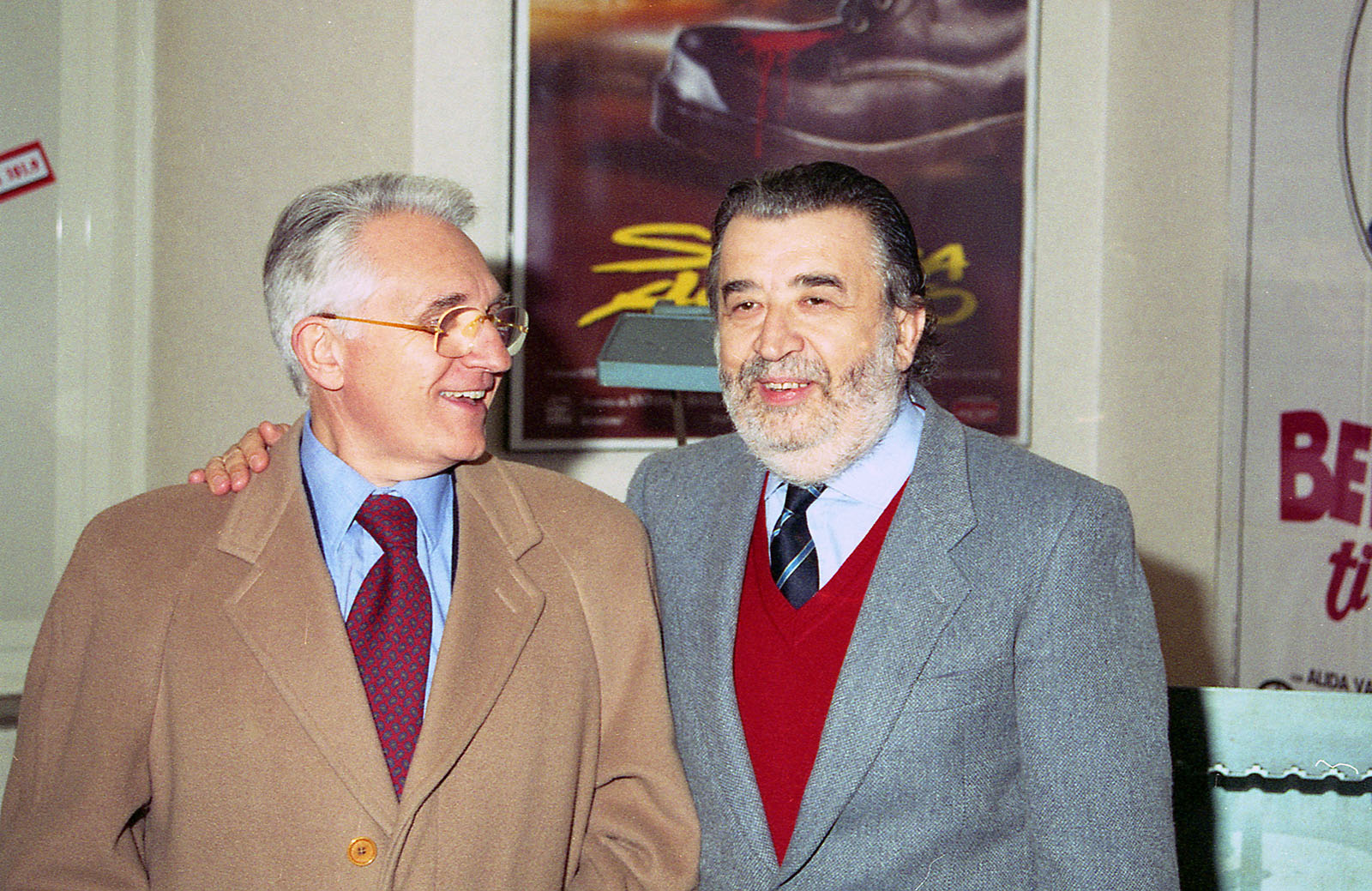
Carlo Fuscagni con Pupi Avati (1995)

Oltre a questi incarichi, è stato nominato Presidente del Festival delle Nazioni di Musica da Camera di Città di Castello, dove rimarrà fino all’edizione del 1997. Per il Festival delle Nazioni, oltre a presiedere alcune delle edizioni che hanno portato volti noti e musicisti di primo piano del panorama mondiale, organizzerà alcuni spettacoli e alcune messe in scena in prima assoluta di Operette, Esecuzioni in diretta di orchestre prestigiose di film restaurati dalla Cineteca Nazionale, Spettacoli in omaggio alle nazioni protagoniste delle singole edizioni, e un recital nel 1997 con Luciano Pavarotti, che recitava,  e Vittorio Gassman, che cantava.

Per diciassette anni, dal 1992 al 2009, Carlo Fuscagni è stato un attivissimo ed appassionato consigliere della Fondazione Burri.

Successivamente alla Direzione di Raiuno in RAI diventa Presidente della Rai Corporation a New York nel 1994;.

Torna in Italia e viene chiamato a dirigente la concessionaria della pubblicità della RAI, la SIPRA, dal 1995 al 1997. 

Dal 1994 al 1995 ebbe anche il prestigioso incarico di assistente dell'allora Direttore generale della RAI Franco Iseppi.

Dal 1995 al 1998 ha diretto e coordinato anche la struttura Giubileo 2000 della RAI, nata per coordinare e organizzare tutta la comunicazione dell’evento più importante della cristianità del ventesimo secolo, che si sarebbe svolto a Roma nel 2000. Tale incarico nasceva da un protocollo di intesa tra il Vaticano e la Rai per garantire la copertura mediatica di tutto il percorso di cammino verso il Giubileo del 2000. 

Nel 2003 collaborò con la Direzione Relazioni esterne per le celebrazioni dei 50 anni della tv italiana, dando il suo contributo quale fautore di molti programmi innovativi della TV generalista.

Dal 1º gennaio 2004 fece parte del consiglio d'amministrazione dell'AIP (Audiovisual Industry Promotion).

Il 24 maggio 2004 è stato nominato Presidente di Cinecittà Holding S.p.A. 

Nel 2009, in seguito all'incontro con Rita Statte e Rubino Rubini, fonda Accademia Artisti, una scuola per attori, cantanti e doppiatori con sedi a Roma, Milano e altre città italiane.
Era fratello di Nino Fuscagni.